# Jesus EP
Jesus EP – singel zespołu The Feederz nagrany i wydany w 1980 przez wytwórnię Anxiety Records.

## Lista utworów
1. "Jesus" (F. Discussion)
2. "Stop You're Killing Me" (F. Discussion)
3. "Avon Lady" (F. Discussion)
4. "Terrorist" (F. Discussion)

## Produkcja
- The Feederz
- David Albert